# Constantin Henriquez
Constantin Henriquez (Port-de-Paix, 1880 – Port-au-Prince, 1º febbraio 1942) è stato un rugbista a 15 haitiano con cittadinanza francese.

## Biografia
Nato ad Haiti, ha giocato nel Olympique de Paris e Stade Français, squadra con la quale ha vinto il titolo francese nel 1897, 1898 e 1901.
Constantin Henriquez è stato il primo atleta di origini africane a partecipare ai Giochi olimpici.
Ha partecipato alle olimpiadi di Parigi del 1900 conquistando una medaglia d'oro nel rugby con la Union des sociétés françaises de sports athlétiques.

## Palmarès
In carriera ha conseguito i seguenti risultati:
- Giochi olimpici

Parigi 1900: oro nel rugby.